# アーヴィング・バーリン
アーヴィング・バーリン（Irving Berlin、生誕名：イスロエル・イジドル・ベイリン、ヘブライ語: ישראל איזדור ביילין、ロシア語: Израиль Исидор Бейлин、英語: Israel Isidore Baline 1888年5月11日 - 1989年9月22日）は、ベラルーシ生まれのアメリカの作曲家、作詞家。
正式な音楽教育を受けたことはなく、楽譜の読み書きは出来なかったが、半世紀にわたる音楽活動で膨大な量の優れたポピュラー・ソングを作詞・作曲し、ジョージ・ガーシュウィンをして「アメリカのシューベルト」と言わしめた人物である。ことに著名な代表曲に「ホワイト・クリスマス」「ゴッド・ブレス・アメリカ」「イースター・パレード」などがある。

## プロフィール

### 生い立ちからデビュー
ロシア帝国のモギリョフ（現在のベラルーシ領マヒリョウ）近郊で、父親がラビを務める敬虔なユダヤ教徒の一家に生まれた。誕生時の名前はイスロエル・イジドル・ベイリン（イディッシュ語表記：ישראל איזדור ביילין、ロシア語表記：Израиль Исидор Бейлин、英語表記：Israel Isidore Baline）であった。5歳の時に家族とともにアメリカのニューヨークに移住するものの、移住した3年後に父親が死去したため、新聞売りや靴磨きなど様々な職を転々とする。

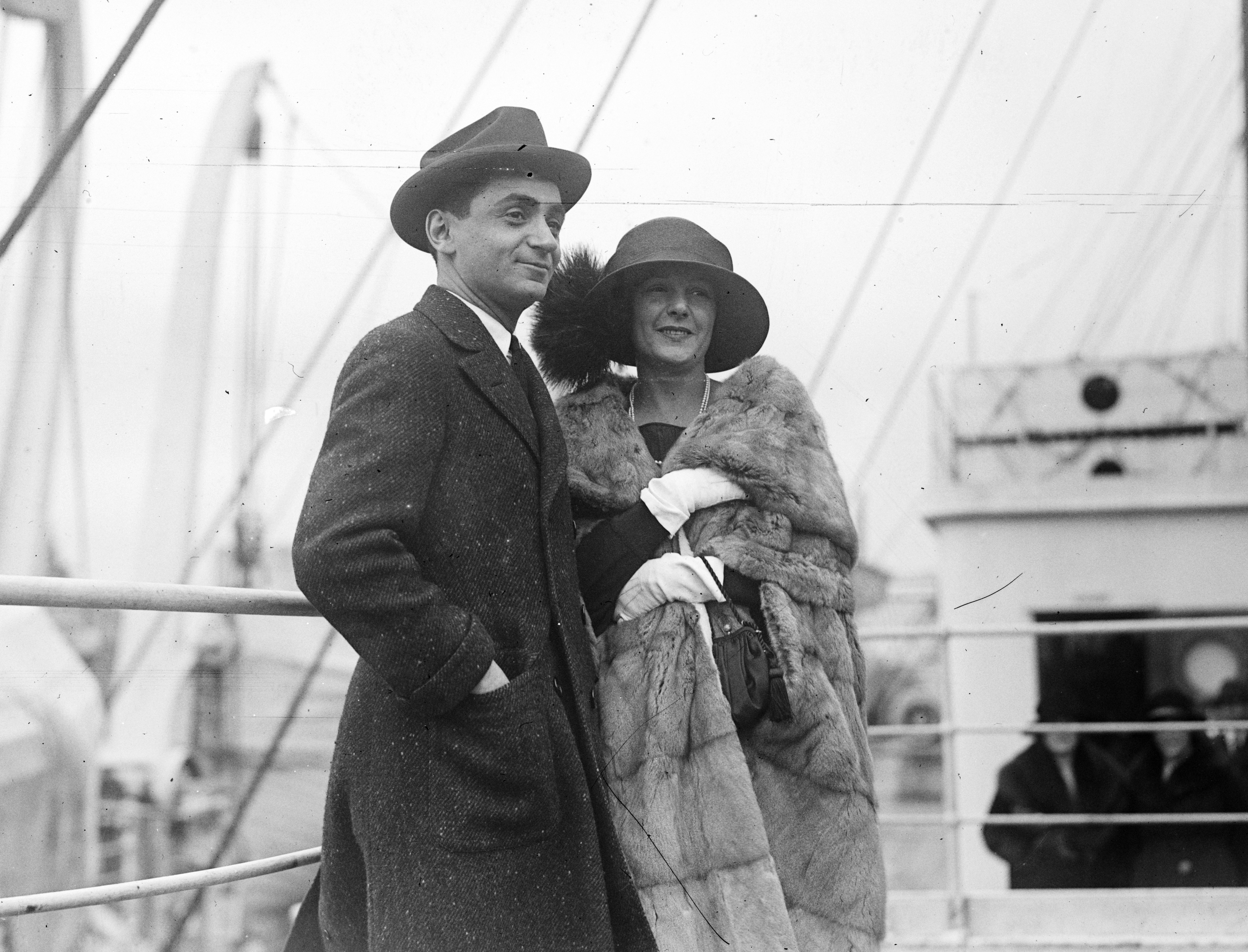
妻とともに（1912年）

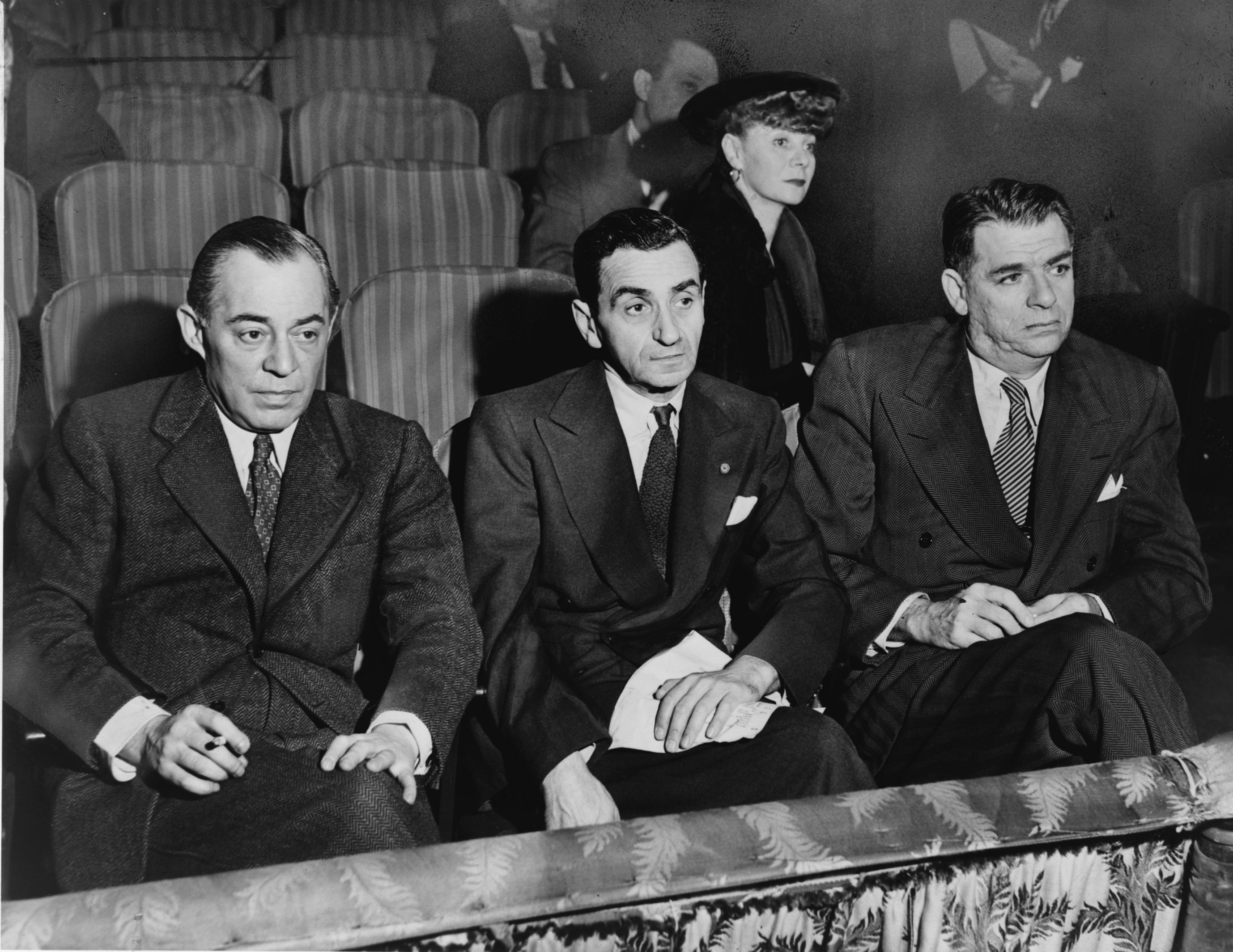
ロジャース&ハマースタインとともに（1948年）

後にニューヨーク、マンハッタンのチャイナタウンのカフェのウェイター兼専属歌手になり、カフェで歌うための曲を自作するようになる。その後ボードヴィルの舞台に自ら上がってもいる。1911年作詞・作曲の「アレキサンダーズ・ラグタイム・バンド」のヒットで名声を確立した。これをきっかけに本格的にショービジネスの世界に入り、多くのミュージカル楽曲の作詞、作曲を担当した。
最初の結婚は1912年であったが、新妻は新婚旅行先で疫病を患い、急逝した。悲嘆に暮れながら作曲した追想歌「あなたを失ったとき」は、「アレキサンダーズ――」に次ぐバーリン初期のヒット曲となっている。

### 「ゴッド・ブレス・アメリカ」と「ホワイト・クリスマス」
1915年にアメリカが第一次世界大戦に参戦すると、慰問ミュージカルショーのために数々の作品を手がけるようになり、この頃に後に「第二の国歌」と呼ばれるようになった「ゴッド・ブレス・アメリカ」を作詞、作曲する。なお、その後アメリカが参戦した第二次世界大戦にも慰問を行っており、「ゴッド・ブレス・アメリカ」はこの第二次大戦以来再認識され、広く知られるようになった。
1927年には世界初のトーキー作品である映画『ジャズ・シンガー』の音楽を手がけ、アル・ジョルスンが歌う「ブルー・スカイ」が大ヒットとなって以降多くの映画音楽を手がけるようになる。
1935年には代表作の1つである「トップ・ハット」が大ヒットし、1942年の『スイング・ホテル』では、劇中歌「ホワイト・クリスマス」の作詞・作曲でアカデミー歌曲賞を受賞するなどして、当時隆盛を誇っていたハリウッドを代表する映画音楽家ともなった。『ホワイト・クリスマス』はクリスマス・ソングの極めつきとして多くの歌手によって21世紀に至るまでカバーされており、史上もっともヒットした歌曲の一つとして知られている。

### 『アニーよ銃をとれ』
第二次大戦終結後、バーリンは『アニーよ銃をとれ』の作曲をしていた古くからの親友であるジェローム・カーンが急逝したため、プロデューサーのロジャース&ハマースタインからの依頼で作曲を引き継いだ。
射撃手のアニー・オークレイの人生を大まかに基にし、バーリンが作詞作曲し、ハーバート・フィールズと妹のドロシー・フィールズが脚本を執筆し、ジョシュア・ローガンが演出した。当初バーリンはヒルビリー音楽について全く知識がないとして断っていたが、初演が1,147回上演を記録し、バーリンにとって最高のヒット作となった。名曲「ショウほど素敵な商売はない」はロジャースとハマースタインが気に入らなかったとバーリンが誤解してあやうく削除されるところであった。しかし最終的にアップテンポな使用楽曲となった。
ローガンとハマースタインはアニーとフランク以外のデュエットも希望していた。バーリンはローガンとハマースタインの会話を耳にし、あと数日でリハーサルだったにもかかわらず、その数時間後には「"Anything You Can Do"」を作曲した。
『アニーよ銃をとれ』はバーリンの最高傑作とされており、数々のヒット曲が生まれただけでなく、登場人物と筋書きにとてもよくマッチしていた。「ショウほど素敵な商売はない」はエセル・マーマンの代表曲となった。
しばらくしてバーリンは公式にリタイアを宣言し、ニューヨークで余生を過ごした。しかし1966年にエセル・マーマンが主演する『アニーよ銃をとれ』ブロードウェイ再演のために新曲「"An Old-Fashioned Wedding"」を作曲した。その後23年ほど長生きしたが、これがバーリン最後の曲の1つとなった。

### アメリカを代表する音楽家
第二次世界大戦後にも「ショウほど素敵な商売はない」など、現在も歌い継がれる曲を多数残したものの、1950年代以降のロックンロールの人気に違和感を覚えたため、1962年に作詞、作曲活動から引退した。
引退後もアメリカを代表する音楽家の一人として高い評価を受け、1968年にはグラミー賞の生涯功労賞を受賞した。また、『エド・サリヴァン・ショー』などのテレビ番組にも出演し、自らの曲を歌っている。
1989年に「100歳を超える高齢で死去」したが、死後にはその栄誉を称えて記念切手が発行された。生涯に作詞した楽曲の数は3,000以上に上る他、17の映画音楽と21のブロードウェイミュージカルを手がけている。
なおバーリンは、正式な音楽教育はおろか、普通科の学歴も乏しい生い立ちであったため、「楽譜の読み書きができなかった」。名声を得てからも楽譜を書くことが出来ず、着想したメロディを上手くないピアノで奏で、専属の採譜者に記録させていた。教養の乏しさから、書く歌詞の作風もインテリ趣味の技巧とは遠く、概して単純率直で素朴であったが、それゆえに誰にもわかりやすく親しみやすい内容のものが多かったため、大衆からは好まれた。
バーリンの性格は強度の「お天気屋」で、自らの作品に強い誇りを持つ一方、周囲から称賛を受けている状態でないとすぐに自信喪失してしまうところがあった。例えば1930年に発表され、後世まで歌い継がれているバラード「愛は海より深く」（How Deep Is the Ocean?）は、その数年前に完成していたにもかかわらず、作曲当時スランプ状態だったために発表する自信がなく、周囲の勧めで公表するまで時間がかかっている。

## 代表曲
- ホワイト・クリスマス
- ブルー・スカイ
- オールウェイズ
- 踊るリッツの夜（1982年にタコがカバー）
- ゴッド・ブレス・アメリカ
- アレキサンダーズ・ラグタイム・バンド
- ショウほど素敵な商売はない
- イースター・パレード（英語版）
- チーク・トゥ・チーク